# Pilot Pen Tennis 2005
Il Pilot Pen Tennis 2005  è stato un torneo di tennis giocato sul cemento. È stata la 25ª edizione del Pilot Pen Tennis, che fa parte della categoria International Series nell'ambito dell'ATP Tour 2005, e della categoria Tier II nell'ambito del WTA Tour 2005.  Il torneo si è giocato al Cullman-Heyman Tennis Center  di New Haven nel Connecticut negli USA, dal 22 al 28 agosto 2005.

## Campioni

### Singolare maschile
James Blake ha battuto in finale  Feliciano López con il punteggio di 3–6, 7–5, 6–1

### Singolare femminile
Lindsay Davenport ha battuto in finale  Amélie Mauresmo con il punteggio di 6–4, 6–4

### Doppio maschile
Gastón Etlis /  Martin Rodriguez hanno battuto in finale  Rajeev Ram /  Bobby Reynolds con il punteggio di 6–4, 6–3

### Doppio femminile
Lisa Raymond /  Samantha Stosur hanno battuto in finale  Gisela Dulko /  Marija Kirilenko con il punteggio di 6–2, 6(6)–7, 6–1